# استفان مور
استفان مور (انگلیسی: Stefan Moore؛ زادهٔ ۲۸ سپتامبر ۱۹۸۳) بازیکن فوتبال اهل بریتانیا است.
از باشگاه‌هایی که در آن بازی کرده‌است می‌توان به باشگاه فوتبال براکلی تاون، باشگاه فوتبال تاموورث، باشگاه فوتبال والسال، باشگاه فوتبال چسترفیلد، باشگاه فوتبال کویینز پارک رنجرز، باشگاه فوتبال لیمینگتون، باشگاه فوتبال استون ویلا، باشگاه فوتبال سنت نئوتز تاون، باشگاه فوتبال سولیهال مورس، باشگاه فوتبال کیدرمینستر هاریرس، باشگاه فوتبال لستر سیتی، باشگاه فوتبال میلوال، و باشگاه فوتبال پورت ویل اشاره کرد.
وی همچنین در تیم‌های ملی فوتبال زیر ۱۶ سال انگلستان، زیر ۱۶ سال انگلستان، زیر ۱۷ سال انگلستان، و زیر ۱۹ سال انگلستان بازی کرده‌است.